# Ungdong-dong
Ungdong-dong (koreanska: 웅동동) är en stadsdel i staden Changwon i provinsen Södra Gyeongsang, i den sydöstra delen av Sydkorea,  300 km sydost om huvudstaden Seoul. Den ligger i stadsdistriktet Jinhae-gu.

## Indelning
Administrativt är Ungdong-dong indelat i:
| Namn    | Namn               | Yta km² | Invånare 31 dec 2018 |
| ------- | ------------------ | ------- | -------------------- |
| 웅동1동 | Ungdong 1(il)-dong | 32,76   | 7 596                |
| 웅동2동 | Ungdong 2(i)-dong  | 15,12   | 38 917               |